# Витязь (ледовый хоккейный центр)
Ледовый хоккейный центр «Витязь» (также Ледовый хоккейный центр 2004) — спортивное сооружение в Чехове. Вмещает 3300 зрителей.

## История
Строительство Ледового хоккейного центра «Витязь» началось летом 2000 года. По первоначальному плану объект должен был стать тренировочным центром, однако затем было решено построить арену международного уровня.
Официальное открытие трёхэтажного сооружения состоялось 27 мая 2004 года. Изначально арена вмещала 1370 зрителей, не считая 62-местной VIP-ложи. В 2007—2008 годах арена была реконструирована, в результате чего вместимость увеличилась до 3300 зрителей, были установлены новые видео- и аудиоаппаратура, световое оборудование, табло.
Перед входом в арену установлена скульптура богини утренней зари Авроры, изготовленная Вячеславом Клыковым.
Хоккейный клуб «Витязь» из КХЛ проводил на этой арене домашние матчи до 2013 года, после чего переехал на арену в Подольске.
13 октября 2008 года во время матча КХЛ между «Витязем» и омским «Авангардом» у 19-летнего игрока гостей Алексея Черепанова остановилось сердце. Он умер в тот же день в больнице Чехова, куда был доставлен бригадой скорой помощи.